# اسکارلت ویچ
اسکارلت ویچ (به انگلیسی: Scarlet Witch) با نام اصلی واندا ماکسیموف، یک شخصیت خیالی ابرقهرمان در کتاب‌های کامیک منتشر شده توسط مارول کامیکس است. این شخصیت توسط نویسنده استن لی و طراح جک کربی خلق شده‌است؛ و برای اولین بار در شمارهٔ چهارم از مجموعه مردان-ایکس غیرطبیعی (مارس ۱۹۶۴) معرفی شد. وی دختر مگنیتو و زنی کولی به نام ماگدا بود. او همچنین خواهر دوقلوی کوئیک سیلور و خواهر ناتنی پولاریس به‌شمار می‌رود.
اسکارلت ویچ، به همراه همسر خود، ویژن، عضو تیم ابرقهرمانی انتقام‌جویان بود. از این شخصیت در چندین محصول مارول ازجمله انیمشین، بازی کامپیوتری و آرکید، سریال تلویزیونی، اسباب‌بازی و کارت بازی استفاده شده‌است.
اسکارلت ویچ رتبه ۷۹ام را در فهرست «۲۰۰ شخصیت برتر کتاب‌های مصور تاریخ» ویزارد و رتبه ۱۴ام فهرست «۱۰۰ زن جذاب در کمیک» راهنمای خریداران کامیک را بدست آورده‌است. الیزابت اولسن نقش این شخصیت را در چندین عنوان دنیای سینمایی مارول شامل فیلم‌های انتقام‌جویان: عصر اولتران (۲۰۱۵)، کاپیتان آمریکا: جنگ داخلی (۲۰۱۶)، انتقام‌جویان: جنگ ابدیت (۲۰۱۸) و انتقام‌جویان: پایان بازی (۲۰۱۹) و همچنین مینی‌سریال اینترنتی شبکهٔ دیزنی+ تحت عنوان وانداویژن (۲۰۲۱) بازی کرده‌است. به گفته اولسن این سریال چگونگی تبدیل واندا به اسکارلت ویچ را نشان می‌دهد. در این سریال ما با مشکلات روحی واندا روبه‌رو می‌شویم.

## زندگینامهٔ تخیلی شخصیت
مگدا، همسر مگنیتو، حین بارداری از دست شوهرش فرار می‌کند و در ترانزیا پناه می‌گیرد. بعد دوقلوهایی به نام‌های واندا و پیترو به دنیا می‌آورد. خدای بزرگ‌تر، چتون، موقع تولد واندا را عوض می‌کند و او را قادر می‌سازد از جادو استفاده کند. مگدا می‌ترسد مگنس بچه‌ها را پیدا کند، پس از آنجا می‌رود و ظاهراً می‌میرد. بووا به دوقلوها رسیدگی می‌کند. او حین زایمان خانم آمریکا کمکش می‌کند ولی نوزاد و مادر می‌میرند. بووا به ویزر (رابرت فرانک) می‌گوید دوقلوها مال او هستند ولی او به‌خاطر مرگ همسرش شوکه است و فرار می‌کند. دوقلوها تحت سرپرستی جنگو و ماریا مکسیموف قرار می‌گیرد. جنگو برای سیر کردن خانواده اش مجبور می‌شود نان بدزدد. مردم هم روستایشان را به آتش می‌کشند و ماریا کشته می‌شود. پیترو و واندا هم به اروپا می‌روند. ماجراهای کودکی‌شان آنقدر زجرآور بوده که در بزرگسالی به خوبی چیزی از آن را به یاد نمی‌آوردند. واندا با قدرت‌هایش بچه ای را نجات می‌دهد ولی مردم به دنبالشان می‌افتند. مگنیتو نجاتشان می‌دهد ولی هیچ‌کدام نمی‌دانند با هم ارتباط خونی دارند. مگنیتو آن‌ها را در انجمن جهش‌یافتگان شرور استخدام می‌کند تا چندین بار در برابر مردان ایکس مبارزه کنند. وقتی موجودی به نام غریبه، مگنیتو را می‌دزدد، انجمن از هم می‌پاشد و دوقلوها به این نتیجه می‌رسند که دینشان را به مگنیتو ادا کرده‌اند.